# OpenLaszlo
OpenLaszlo és una plataforma codi obert per al desenvolupament i distribució de RIA Rich Internet Applications (Aplicacions Enriquides d'Internet). Ha estat publicat sota la llicència Common Public License, certificada per l'Open Source Initiative.
La plataforma OpenLaszlo consisteix en el llenguatge de programació LZX i el Servidor OpenLaszlo: 

## Desplegament
Les aplicacions de Laszlo poden ser desplegades com tradicionals Java Servlets, que es compilen i regressen al navegador de manera dinàmica. Aquest mètode requereix que en el servidor web s'execute el Servidor OpenLaszlo.
Alternativament, Les aplicacions Laszlo poden compilar-se a partir de LZX a un Arxiu binari SWF, i carregar-se de manera estàtica en una pàgina web existent. Aquest mètode es coneix com a desplegament SOL.

## Llicencies
OpenLaszlo es troba publicat sota la Common Public License per Laszlo Systems.

## Versions
OpenLaszlo 3.x
Suporta Flash Player, versions 6, 7 i 8.
OpenLaszlo 4.x
Suporta Flash Player, versions 7, 8 i també DHTML.

## Història del projecte
OpenLaszlo fou originalment dit Laszlo Presentation Server (LPS). El desenvolupament del LPS començà en la tardor del 2001. Vistes prèvies de les versions foren alliberades per a seleccionar socis en el transcurs del 2002, diversos d'aquests van ser usats per a desplegar l'aplicació Behr paint. El primer llançament general de LPS fou a principis del 2002.
A l'octubre de 2004, Laszlo Systems alliberà la totalitat dels codis font del Laszlo Presentation Server baix la llicència de codi obert GPL, i fou engegat el projecte OpenLaszlo. En el 2005, coincidint amb el llançament de la versió 3.0, el nom del Laszlo Presentation Server se canvià a OpenLaszlo.
Línia de temps:
- 2000: Inici del desenvolupament de prototips
- 2001: Inici del desenvolupament
- 2002: Llançament de vistes prèvies de LPS; Primer desplegament d'una aplicació Laszlo (Behr)
- 2003: Alliberat LPS 1.0, 1.1; Aplicacions desplegades (Yahoo!, Earthlink)
- 2004: Alliberat LPS 2.0, 2.1, 2.2; LPS allibera el seu codi
- 2005: Alliberat OpenLaszlo 3.0, 3.1; LPS canvia el seu nom a OpenLaszlo
- 2006: Alliberat OpenLaszlo 3.2, 3.3
- 2007: Alliberat OpenLaszlo 4.0

## Nom
El nomen Laszlo té origen Hongarès. Aquest projecte va ser cridat així pel gat de Peter Andrea, un dissenyador gràfic i cofundador de Laszlo Systems. El gat havia estat nomenat en honor de l'artista hongarès del constructivisme, pintor i fotògraf László Moholy-Nagy.

## Competidors
- jseamless (http://jseamless.org Arxivat 2010-08-12 a Wayback Machine.)
- Echo (framework)
- ZK framework